# Frank Kutzsch
Frank Kutzsch (* 8. Februar 1956) ist ein deutscher Kraftsportler.

## Karriere
Der seit 1998 aktive Sportler aus Herzberg im Landkreis Elbe-Elster ist zweifacher Deutscher Meister im Kraftdreikampf einer von der GAISF anerkannten Sportart und im Bankdrücken. 2012 errang er außerdem die Vize-Europameisterschaft im Powerlifting des World United Amateur Powerlifting (WUAP) und bereits 2010 den 2. Platz des Weltcups im Kraftdreikampf.
Kutzsch der früher für den Athletic-Club Lauchhammer startete, ist seit dem Jahr 2009 für den Verein Kraft & Fitness e.V. Eilenburg aktiv und Organisator der Weltmeisterschaften im Bankdrücken und Kraftdreikampf, welche vom 26. bis zum 29. September 2012 in Herzberg stattfinden. Bereits 2008 organisierte er dort die Deutschen Meisterschaften und 2009 die Europameisterschaften in dieser Sportart.

## Erfolge (Auswahl)
- 2012
  - Vize-Europameister im Powerlifting (WUAP)
  - Deutscher Meister im Bankdrücken (WPC)
- 2011
  - Deutscher Meister im Bankdrücken (WPC)
  - Deutscher Meister im Kraftdreikampf (WPC)
- 2010
  - 2. Platz Weltcup im Kraftdreikampf (WUAP)
- 2009
  - Europameister im Kraftdreikampf (WUAP)[2]

## Bestleistungen
Kniebeugen: 267,5 kg

Bankdrücken: 190,0 kg

Kreuzheben: 263,0 kg

Synchronkreuzheben: 420,0 kg (mit Andi Mildner)